# Yoshie Ueno
Yoshie Ueno (jap. 上野順恵 Ueno Yoshie; ur. 1 lipca 1983 w Asahikawie) – japońska judoczka, dwukrotna mistrzyni świata.
Największym sukcesem zawodniczki jest dwukrotny złoty medal mistrzostw świata (2009, 2010) w kategorii do 63 kg.
W 2010 roku zdobyła złoty medal igrzysk azjatyckich w Kantonie (w kategorii do 63 kilogramów).